# Aire d'attraction de Bort-les-Orgues
L'aire d'attraction de Bort-les-Orgues est un zonage d'étude défini par l'Insee pour caractériser l’influence de la commune de Bort-les-Orgues sur les communes environnantes. Publiée en octobre 2020, elle se substitue à l'aire urbaine de Bort-les-Orgues, qui comportait 3 communes dans le dernier zonage qui remontait à 2010.

## Définition
L'aire d'attraction d'une ville est composée d’un pôle, défini à partir de critères de population et d’emploi ainsi que d’une couronne constituée des communes dont au moins 15 % des actifs travaillent dans le pôle. Le pôle d’attraction constitue ainsi un point de convergence des déplacements domicile-travail,.

## Type et composition
L’aire d'attraction de Bort-les-Orgues est une aire inter-régionale qui comporte 11 communes : 8 situées dans le Cantal, 2 dans le Puy-de-Dôme et 1 dans la Corrèze.
Elle est catégorisée dans les aires de moins de 50 000 habitants, une catégorie qui regroupe 16,5 % de la population de Nouvelle-Aquitaine et 12,2 % au niveau national.

### Carte

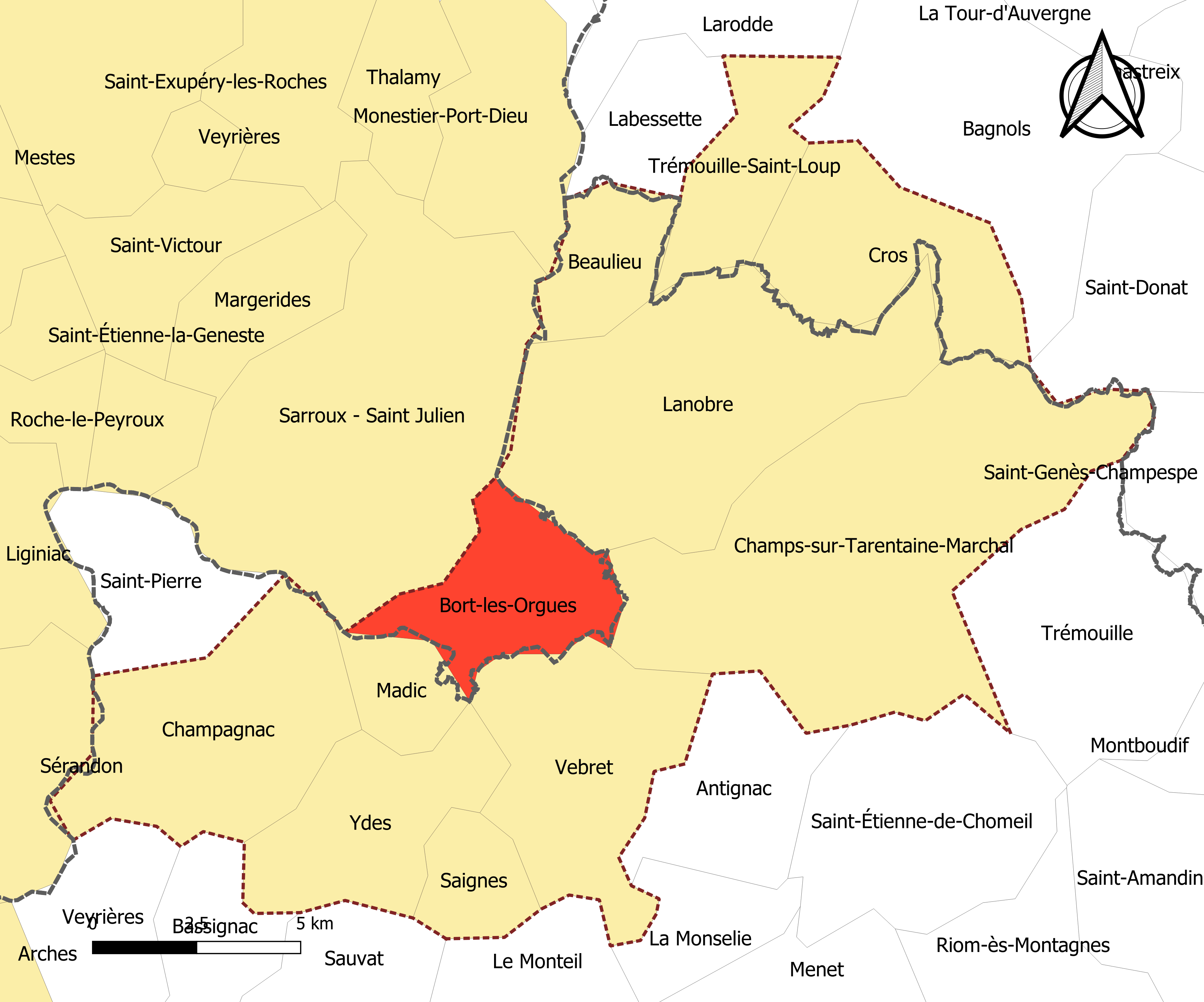
Carte de l'aire d'attraction de Bort-les-Orgues.
Commune-centre
Commune de la couronne

### Composition communale
| Nom                              | Code Insee | Département | Statut                 | Superficie (km2) | Population (dernière pop. légale) | Densité (hab./km2) | Modifier                                    |
| -------------------------------- | ---------- | ----------- | ---------------------- | ---------------- | --------------------------------- | ------------------ | ------------------------------------------- |
| Bort-les-Orgues (commune-centre) | 19028      | Corrèze     | commune-centre         | 15,07            | 2 487 (2022)                      | 165                | modifier les données · modifier les données |
| Beaulieu                         | 15020      | Cantal      | commune de la couronne | 7,64             | 84 (2022)                         | 11                 | modifier les données · modifier les données |
| Champagnac                       | 15037      | Cantal      | commune de la couronne | 28,01            | 1 023 (2022)                      | 37                 | modifier les données · modifier les données |
| Champs-sur-Tarentaine-Marchal    | 15038      | Cantal      | commune de la couronne | 60,32            | 1 028 (2022)                      | 17                 | modifier les données · modifier les données |
| Lanobre                          | 15092      | Cantal      | commune de la couronne | 40,99            | 1 350 (2022)                      | 33                 | modifier les données · modifier les données |
| Madic                            | 15111      | Cantal      | commune de la couronne | 6,63             | 204 (2022)                        | 31                 | modifier les données · modifier les données |
| Saignes                          | 15169      | Cantal      | commune de la couronne | 6,81             | 821 (2022)                        | 121                | modifier les données · modifier les données |
| Vebret                           | 15250      | Cantal      | commune de la couronne | 24,43            | 514 (2022)                        | 21                 | modifier les données · modifier les données |
| Ydes                             | 15265      | Cantal      | commune de la couronne | 17,36            | 1 633 (2022)                      | 94                 | modifier les données · modifier les données |
| Cros                             | 63129      | Puy-de-Dôme | commune de la couronne | 19,62            | 166 (2022)                        | 8,5                | modifier les données · modifier les données |
| Trémouille-Saint-Loup            | 63437      | Puy-de-Dôme | commune de la couronne | 12,23            | 144 (2022)                        | 12                 | modifier les données · modifier les données |

## Démographie
| 1968   | 1975   | 1982   | 1990   | 1999   | 2010   | 2015   | 2021  |
| ------ | ------ | ------ | ------ | ------ | ------ | ------ | ----- |
| 13 427 | 13 342 | 12 756 | 12 343 | 11 323 | 10 377 | 10 074 | 9 526 |